# ATM
 Ovo je glavno značenje pojma ATM. Za druga značenja pogledajte ATM (razdvojba).
ATM (eng. Asynchronous Transfer Mode) tehnika je prijenosa u telekomunikacijama koja se zasniva na asinkronom vremenskom multipleksiranju odsječaka prometa (ćelija) veličine 53 bajta, od kojih je 48 koristan promet, a 5 čini zaglavlje. 
Glavna odlika ove tehnike je da osim prijenosa podataka omogućuje i kvalitetan prijenos drugih vrsta prometa kao što su digitalizirani glas (telefon) i slika (video). To je jedan od razloga za korištenje ATM-a kod usluga zasnovanih na ADSL-u.